# Владимир Ђорђевић (агроном)
Владимир Ђорђевић (Рума, 1859 — ?, 1902) био је српски агроном, професор и један од оснивача модерног пчеларства у Србији.

## Биографија
Владимир Ђорђевић је рођен у Руми 1859. године. Школовао се у Панчеву, Сремској Митровици и Загребу. Пољопривредну академију је завршио у мађарском граду Алтенбургу (данац Мошонмађаровар). По заврештку школовања, почео је да ради у Босни, али је потом прешао у Србију. Дошао је у Краљево 1882. године. У овом граду се запослио као суплент Пољопривредне школе. Наставнички испит је положио 1892. године и тада је постављен за хонорарног наставника у Пољопривредној школи. Године 1898. постављен је за професора у истој школи. Ову дужност је обављао до 1901. године. Ђорђевић је међу првима држао предавања и курсеве о рационалном пчеларству у Пожеги 1896. године. Курсеве пчеларства је држао и у Краљеву, у јуну 1896. и мају 1897. године. Захваљујући њему постављени су темељи модерног пчеларства у краљевачком крају.
Ђорђевић је 1898. године био изабран за повереника Управног одбора Српског пчеларског друштва за Руднички округ. Радио је као државни економ Округа тимочког. Био је редовни члан Српског пољопривредног друштва, као и Српског пчеларског друштва. Обављао је дужност потпредседника Жичке подружине Српског пољопривредног друштва, а 1900. године је изабран за њеног председника. Написао је и 6 књига и уџбеника из области пољопривреде и сточарства. Међу њима се издваја Мали пчелар, који је допринео даљем развоју пчеларства у Србији. Ова књига је објављена у Краљеву у два наврата: 1900. године и постхумно 1908. године. Ђорђевић је написао и следеће књиге:
- Основи земљомерства за ниже пољопривредне школе у Краљевини Србији (1894)
- Сточарство  — I део (1895)
- Сточарство  — II део (ову књигу је наградило и издало Министарство народне привреде) (1900)
- Кратак извод из јестаственице за ниже пољопривредне пколе у Краљевини Србији (I и II део) (1903 — постхумно)[1]

Ђорђевић је преминуо 1902. године.